# Pontefract Castle
Pontefract Castle is een kasteelruïne in de stad Pontefract, in het district Wakefield, West Yorkshire in Engeland. In dit kasteel stierf koning Richard II na zijn afzetting, en later was de burcht het toneel van een reeks beroemde belegeringen tijdens de Engelse Burgeroorlog.

## Tudorjaren
In 1536 werd Pontefract Castle aan de leiders van de Pilgrimage of Grace overgegeven. De Pilgrimage of Grace was een katholieke rebellie tegen de regering van koning Hendrik VIII met wortels in het noorden van Engeland. De koning nam dit de commandant van het kasteel, Thomas Darcy, 1e baron Darcy niet in dank af. Lord Darcy werd later voor deze vermeende "overgave", die door koning Hendrik VIII als een daad van verraad werd gezien, geëxecuteerd.
De vijfde vrouw van koning Henry VIII, koningin Catharina Howard, zou hier tijdens een koninklijke rondreis in 1541 voor de eerste keer overspel hebben gepleegd met Thomas Culpeper, een misdrijf waarvoor zij later zonder vorm van proces zou worden geëxecuteerd.